# Luxemburg a 2010. évi nyári ifjúsági olimpiai játékokon
Luxemburg a Szingapúrban megrendezett 2010. évi nyári ifjúsági olimpiai játékok egyik részt vevő nemzete volt. 5 versenyzőt indított 2 sportágban: atlétika és úszás.

## Atlétika
Lány
| Frederique Hansen | 400 m         | 56.34 | 11. qB | 56.35 | 12. |
| Noemie Pleimling  | Gerelyhajítás | 42.22 | 11. qB | 46.20 | 10. |

## Úszás
Fiú
| Versenyző           | Versenyszám          | Előfutam | Előfutam | Elődöntő | Elődöntő | Döntő   | Döntő    |
| Versenyző           | Versenyszám          | Idő      | Hely.    | Idő      | Hely.    | Idő     | Helyezés |
| ------------------- | -------------------- | -------- | -------- | -------- | -------- | ------- | -------- |
| Raphael Stacchiotti | 50 m-es gyorsúszás   | 23.98    | 17.      | kiesett  | kiesett  | kiesett | kiesett  |
| Raphael Stacchiotti | 100 m-es gyorsúszás  | 51.74    | 11. Q    | 51.67    | 12.      | kiesett | kiesett  |
| Raphael Stacchiotti | 200 m-es gyorsúszás  | 1:55.23  | 22.      |          |          | kiesett | kiesett  |
| Raphael Stacchiotti | 100 m-es hátúszás    | 58.11    | 14. Q    | 57.66    | 13.      | kiesett | kiesett  |
| Raphael Stacchiotti | 200 m-es vegyesúszás | 2:04.17  | 9.       |          |          | kiesett | kiesett  |

Lány
| Versenyző        | Versenyszám         | Előfutam | Előfutam | Elődöntő | Elődöntő | Döntő   | Döntő    |
| Versenyző        | Versenyszám         | Idő      | Hely.    | Idő      | Hely.    | Idő     | Helyezés |
| ---------------- | ------------------- | -------- | -------- | -------- | -------- | ------- | -------- |
| Sarah Rolko      | 50 m-es gyorsúszás  | 27.45    | 24.      | kiesett  | kiesett  | kiesett | kiesett  |
| Sarah Rolko      | 100 m-es gyorsúszás | 59.56    | 32.      | kiesett  | kiesett  | kiesett | kiesett  |
| Sarah Rolko      | 50 m-es hátúszás    | 30.26    | 7. Q     | 30.35    | 8. Q     | 30.17   | 6.       |
| Sarah Rolko      | 100 m-es hátúszás   | 1:05.38  | 17.      | kiesett  | kiesett  | kiesett | kiesett  |
| Sarah Rolko      | 200 m-es hátúszás   | 2:21.98  | 22.      |          |          | kiesett | kiesett  |
| Aurelie Waltzing | 100 m-es mellúszás  | 1:14.11  | 20.      | kiesett  | kiesett  | kiesett | kiesett  |
| Aurelie Waltzing | 200 m-es mellúszás  | 2:37.19  | 10.      |          |          | kiesett | kiesett  |

## Fordítás
Ez a szócikk részben vagy egészben  a   Luxembourg at the 2010 Summer Youth Olympics című angol Wikipédia-szócikk fordításán alapul.  Az eredeti cikk szerkesztőit annak laptörténete sorolja fel. Ez a jelzés csupán a megfogalmazás eredetét és a szerzői jogokat jelzi, nem szolgál a cikkben szereplő információk forrásmegjelöléseként.